# Standfussiana reisseri
Standfussiana reisseri là một loài bướm đêm trong họ Noctuidae.